# Elezioni amministrative in Italia del 2008
Le elezioni amministrative in Italia del 2008 si sono tenute il 13 e 14 aprile (primo turno) e il 27 e 28 aprile (secondo turno).
In Sicilia le elezioni si sono tenute il 15 e 16 giugno (primo turno) e il 29 e 30 giugno (secondo turno).

## Risultati

### Sintesi
Comune commissariato
     Coalizione di centro-sinistra
     Coalizione di centro-destra
     Coalizione di sinistra
| Elezioni comunali                                        | Elezioni comunali | Elezioni comunali | Elezioni comunali           | Elezioni comunali | Elezioni comunali          | Elezioni comunali | Elezioni comunali | Elezioni comunali | Elezioni comunali | Elezioni comunali |
| Regione                                                  | Comune            | Sindaco uscente   | Sindaco uscente             | Sindaco eletto    | Sindaco eletto             | 1º Turno          | 1º Turno          | 2º Turno          | 2º Turno          | Seggi             |
| Regione                                                  | Comune            | Sindaco uscente   | Sindaco uscente             | Sindaco eletto    | Sindaco eletto             | Voti              | %                 | Voti              | %                 | Seggi             |
| -------------------------------------------------------- | ----------------- | ----------------- | --------------------------- | ----------------- | -------------------------- | ----------------- | ----------------- | ----------------- | ----------------- | ----------------- |
| Lombardia                                                | Brescia           |                   | Paolo Corsini (PD)          |                   | Adriano Paroli (PdL)       | 61.011            | 51,39             | N.D.              | N.D.              | 24 / 40           |
| Lombardia                                                | Sondrio           |                   | Tiziana Giovanna Costantino |                   | Alcide Molteni (PD)        | 7.106             | 49,07             | 6.773             | 54,16             | 24 / 40           |
| Veneto                                                   | Treviso           |                   | Gian Paolo Gobbo (LN)       |                   | Gian Paolo Gobbo (LN)      | 25.780            | 50,41             | N.D.              | N.D.              | 24 / 40           |
| Veneto                                                   | Vicenza           |                   | Vincenzo Madonna            |                   | Achille Variati (PD)       | 21.277            | 31,33             | 27.645            | 50,48             | 24 / 40           |
| Friuli-Venezia Giulia                                    | Udine             |                   | Sergio Cecotti (Ind.)       |                   | Furio Honsell (PD)         | 26.576            | 44,21             | 24.907            | 52,76             | 24 / 40           |
| Toscana                                                  | Massa             |                   | Fabrizio Neri (PD)          |                   | Roberto Pucci (Ind.)       | 13.144            | 27,88             | 18.732            | 54,26             | 24 / 40           |
| Toscana                                                  | Pisa              |                   | Giancarlo Martelli          |                   | Marco Filippeschi (PD)     | 27.075            | 47,40             | 21.847            | 53,09             | 24 / 40           |
| Lazio                                                    | Roma              |                   | Mario Morcone               |                   | Gianni Alemanno (PdL)      | 675.111           | 40,73             | 783.735           | 53,66             | 36 / 60           |
| Lazio                                                    | Viterbo           |                   | Giovanna Menghini           |                   | Giulio Marini (PdL)        | 21.323            | 49,14             | 21.961            | 61,95             | 24 / 40           |
| Abruzzo                                                  | Pescara           |                   | Luciano D'Alfonso (PD)      |                   | Luciano D'Alfonso (PD)     | 41.205            | 50,36             | N.D.              | N.D.              | 24 / 40           |
| Sicilia                                                  | Catania           |                   | Vincenzo Emanuele           |                   | Raffaele Stancanelli (PdL) | 90.765            | 54,59             | N.D.              | N.D.              | 32 / 45           |
| Sicilia                                                  | Messina           |                   | Gaspare Sinatra             |                   | Giuseppe Buzzanca (PdL)    | 73.572            | 50,95             | N.D.              | N.D.              | 27 / 45           |
| Sicilia                                                  | Siracusa          |                   | Domenico Mirabella          |                   | Roberto Visentin (PdL)     | 38.735            | 56,64             | N.D.              | N.D.              | 27 / 40           |
| N.D. indica che il sindaco è stato eletto al primo turno |                   |                   |                             |                   |                            |                   |                   |                   |                   |                   |

## Elezioni comunali

### Lombardia

#### Brescia
| Candidati                                   | Candidati                   | Voti                        | %     | Liste                              | Voti    | %     | Seggi |
| ------------------------------------------- | --------------------------- | --------------------------- | ----- | ---------------------------------- | ------- | ----- | ----- |
|                                             | Adriano Paroli ✔️ Sindaco   | 61.011                      | 51,39 | Il Popolo della Libertà            | 28.985  | 28,32 | 14    |
| Lega Nord                                   | Adriano Paroli ✔️ Sindaco   | 61.011                      | 51,39 | 16.222                             | 15,85   | 8     |       |
| Unione di Centro                            | Adriano Paroli ✔️ Sindaco   | 61.011                      | 51,39 | 3.939                              | 3,85    | 2     |       |
| Partito Pensionati                          | Adriano Paroli ✔️ Sindaco   | 61.011                      | 51,39 | 1.019                              | 1,00    | -     |       |
| Lista Civica con lo Sport e il Volontariato | Adriano Paroli ✔️ Sindaco   | 61.011                      | 51,39 | 448                                | 0,44    | -     |       |
| Basta Tasse                                 | Adriano Paroli ✔️ Sindaco   | 61.011                      | 51,39 | 441                                | 0,43    | -     |       |
| Partito Socialista Democratico Italiano     | Adriano Paroli ✔️ Sindaco   | 61.011                      | 51,39 | 367                                | 0,36    | -     |       |
| Brescia Insieme                             | Adriano Paroli ✔️ Sindaco   | 61.011                      | 51,39 | 173                                | 0,17    | -     |       |
|                                             | Emilio Del Bono             | 42.460                      | 35,77 | Partito Democratico                | 28.594  | 27,94 | 11    |
| La Sinistra l'Arcobaleno                    | Emilio Del Bono             | 42.460                      | 35,77 | 3.651                              | 3,57    | 1     |       |
| Italia dei Valori                           | Emilio Del Bono             | 42.460                      | 35,77 | 2.824                              | 2,76    | 1     |       |
| Lista Civica Brescia Braghini               | Emilio Del Bono             | 42.460                      | 35,77 | 1.363                              | 1,33    | -     |       |
| Federazione dei Verdi                       | Emilio Del Bono             | 42.460                      | 35,77 | 1.044                              | 1,02    | -     |       |
| Gioventù in Comune                          | Emilio Del Bono             | 42.460                      | 35,77 | 169                                | 0,17    | -     |       |
| Seggio al candidato sindaco                 | Seggio al candidato sindaco | Seggio al candidato sindaco | 35,77 | 1                                  |         |       |       |
|                                             | Laura Castelletti           | 7.835                       | 6,60  | Laura Castelletti Sindaco          | 6.477   | 6,33  | 2     |
|                                             | Francesco Onofri            | 3.128                       | 2,63  | Francesco Onofri Sindaco           | 2.810   | 2,75  | -     |
|                                             | Diego Zarneri               | 1.278                       | 1,08  | La Destra - Fiamma Tricolore       | 1.137   | 1,11  | -     |
|                                             | Luca Castellini             | 909                         | 0,77  | Forza Nuova                        | 778     | 0,76  | -     |
|                                             | Miriam Schena               | 778                         | 0,66  | Rinascita Democratica per Brescia  | 624     | 0,61  | -     |
|                                             | Cesare Giovanardi           | 546                         | 0,46  | Brescia che Verrà                  | 524     | 0,51  | -     |
|                                             | Giuseppe Berthoud           | 458                         | 0,39  | La Rosa Bianca                     | 455     | 0,44  | -     |
|                                             | Flavio Luigi Carretta       | 159                         | 0,13  | Progetto Brescia                   | 174     | 0,17  | -     |
|                                             | Gianfranco De Gasperi       | 154                         | 0,13  | Polo Civico di Centro - Pensionati | 139     | 0,14  | -     |
| Totale                                      | Totale                      | 118.716                     |       |                                    | 102.357 |       | 40    |

#### Sondrio
| Candidati                   | Candidati                             | Voti                        | %     | Liste                        | Voti   | %     | Seggi |
| --------------------------- | ------------------------------------- | --------------------------- | ----- | ---------------------------- | ------ | ----- | ----- |
|                             | Alcide Molteni Accede al ballottaggio | 7.106                       | 49,07 | Sondrio Democratica          | 2.030  | 15,78 | 8     |
| Partito Democratico         | Alcide Molteni Accede al ballottaggio | 7.106                       | 49,07 | 1.656                        | 12,87  | 7     |       |
| La Sinistra l'Arcobaleno    | Alcide Molteni Accede al ballottaggio | 7.106                       | 49,07 | 780                          | 6,06   | 3     |       |
| Sondrio 2020                | Alcide Molteni Accede al ballottaggio | 7.106                       | 49,07 | 724                          | 5,63   | 3     |       |
| Sondrio Accesa              | Alcide Molteni Accede al ballottaggio | 7.106                       | 49,07 | 521                          | 4,05   | 2     |       |
| Partito Socialista          | Alcide Molteni Accede al ballottaggio | 7.106                       | 49,07 | 242                          | 1,88   | 1     |       |
|                             | Aldo Faggi Accede al ballottaggio     | 4.717                       | 32,57 | Il Popolo della Libertà      | 1.914  | 14,88 | 6     |
| Lega Nord                   | Aldo Faggi Accede al ballottaggio     | 4.717                       | 32,57 | 1.265                        | 9,83   | 3     |       |
| Faggi Sindaco               | Aldo Faggi Accede al ballottaggio     | 4.717                       | 32,57 | 755                          | 5,87   | 2     |       |
| Sondrio Unita               | Aldo Faggi Accede al ballottaggio     | 4.717                       | 32,57 | 313                          | 2,43   | -     |       |
| Seggio al candidato sindaco | Seggio al candidato sindaco           | Seggio al candidato sindaco | 32,57 | 1                            |        |       |       |
|                             | Andrea Massera                        | 768                         | 5,30  | Sondrio Liberale             | 780    | 6,06  | 2     |
|                             | Piergiuseppe Forni                    | 629                         | 4,34  | Sondrio Anch'Io!             | 567    | 4,41  | 1     |
|                             | Ivan Munarini                         | 523                         | 3,61  | Popolari Retici              | 576    | 4,48  | 1     |
|                             | Giuseppe Romualdi                     | 388                         | 2,68  | La Destra - Fiamma Tricolore | 362    | 2,81  | -     |
|                             | Aldo Giorgio Sosio                    | 351                         | 2,42  | Unione di Centro             | 378    | 2,94  | -     |
| Totale                      | Totale                                | 14.482                      | 100   |                              | 12.863 | 100   | 40    |

Ballottaggio
| Candidati | Candidati                 | Voti   | %      |
| --------- | ------------------------- | ------ | ------ |
|           | Alcide Molteni ✔️ Sindaco | 6.773  | 54,16  |
|           | Aldo Faggi                | 5.733  | 45,84  |
| Totale    | Totale                    | 12.506 | 100,00 |

### Veneto

#### Treviso
| Candidati                   | Candidati                   | Voti                        | %     | Liste                        | Voti   | %     | Seggi |
| --------------------------- | --------------------------- | --------------------------- | ----- | ---------------------------- | ------ | ----- | ----- |
|                             | Gian Paolo Gobbo ✔️ Sindaco | 25.780                      | 50,41 | Gentilini per Treviso        | 9.134  | 19,99 | 9     |
| Il Popolo della Libertà     | Gian Paolo Gobbo ✔️ Sindaco | 25.780                      | 50,41 | 7.457                        | 16,32  | 8     |       |
| Lega Nord                   | Gian Paolo Gobbo ✔️ Sindaco | 25.780                      | 50,41 | 7.037                        | 15,40  | 7     |       |
|                             | Franco Rosi                 | 14.001                      | 27,38 | Partito Democratico          | 8.408  | 18,40 | 7     |
| Città Mia                   | Franco Rosi                 | 14.001                      | 27,38 | 2.623                        | 5,74   | 2     |       |
| Italia dei Valori           | Franco Rosi                 | 14.001                      | 27,38 | 1.246                        | 2,73   | 1     |       |
| Seggio al candidato sindaco | Seggio al candidato sindaco | Seggio al candidato sindaco | 27,38 | 1                            |        |       |       |
|                             | Paolo Camolei               | 3.632                       | 7,10  | Per Treviso Camolei          | 1.738  | 3,80  | 1     |
| Unione di Centro            | Paolo Camolei               | 3.632                       | 7,10  | 1.200                        | 2,63   | 1     |       |
| Under 35                    | Paolo Camolei               | 3.632                       | 7,10  | 323                          | 0,71   | -     |       |
| Seggio al candidato sindaco | Seggio al candidato sindaco | Seggio al candidato sindaco | 7,10  | 1                            |        |       |       |
|                             | David Borrelli              | 2.065                       | 4,04  | GrilliTreviso                | 1.662  | 3,64  | 1     |
|                             | Nicola Atalmi               | 1.963                       | 3,84  | La Sinistra l'Arcobaleno     | 1.743  | 3,81  | 1     |
|                             | Paolo Bresolini             | 1.188                       | 2,32  | Progetto NordEst             | 1.063  | 2,33  | -     |
|                             | Giampaolo Sbarra            | 1.057                       | 2,07  | Un'Altra Treviso             | 852    | 1,86  | -     |
|                             | Mirella Tuzzato             | 885                         | 1,73  | Viva Treviso Viva            | 736    | 1,61  | -     |
|                             | Lucio Bucci                 | 574                         | 1,12  | La Destra - Fiamma Tricolore | 477    | 1,04  | -     |
| Totale                      | Totale                      | 51.145                      | 100   |                              | 45.699 | 100   | 40    |

#### Vicenza
| Candidati                                 | Candidati                              | Voti                        | %     | Liste                               | Voti   | %     | Seggi |
| ----------------------------------------- | -------------------------------------- | --------------------------- | ----- | ----------------------------------- | ------ | ----- | ----- |
|                                           | Amalia Sartori Accede al ballottaggio  | 26.696                      | 39,31 | Il Popolo della Libertà             | 15.038 | 24,25 | 7     |
| Lega Nord                                 | Amalia Sartori Accede al ballottaggio  | 26.696                      | 39,31 | 9.372                               | 15,11  | 4     |       |
| Vicenzaviva                               | Amalia Sartori Accede al ballottaggio  | 26.696                      | 39,31 | 975                                 | 1,57   | -     |       |
| Seggio al candidato sindaco               | Seggio al candidato sindaco            | Seggio al candidato sindaco | 39,31 | 1                                   |        |       |       |
|                                           | Achille Variati Accede al ballottaggio | 21.277                      | 31,33 | Partito Democratico                 | 9.734  | 15,69 | 12    |
| Variati Sindaco                           | Achille Variati Accede al ballottaggio | 21.277                      | 31,33 | 8.318                               | 13,41  | 10    |       |
| Vicenza Capoluogo Lista Giuliari          | Achille Variati Accede al ballottaggio | 21.277                      | 31,33 | 1.625                               | 2,62   | 2     |       |
|                                           | Claudio Cicero                         | 6.159                       | 9,07  | Lista Cicero... Impegno a 360 Gradi | 4.844  | 7,81  | 2     |
|                                           | Cinzia Bottene                         | 3.389                       | 4,99  | Vicenza Libera                      | 3.005  | 4,85  | 1     |
|                                           | Massimo Pecori                         | 2.963                       | 4,36  | Unione di Centro                    | 2.762  | 4,45  | 1     |
|                                           | Ciro Asproso                           | 1.831                       | 2,70  | La Sinistra l'Arcobaleno            | 1.682  | 2,71  | -     |
|                                           | Davide Marchiani                       | 1.750                       | 2,58  | Amici di Beppe Grillo               | 1.446  | 2,33  | -     |
|                                           | Chiara Garbin                          | 1.236                       | 1,82  | Vicenza al Centro                   | 621    | 1,00  | -     |
| Progetto NordEst - Liga Veneta Repubblica | Chiara Garbin                          | 1.236                       | 1,82  | 411                                 | 0,66   | -     |       |
|                                           | Silvano Giometto                       | 1.201                       | 1,77  | No Privilegi Politici               | 906    | 1,46  | -     |
|                                           | Massimiliano Primon                    | 875                         | 1,29  | La Destra - Fiamma Tricolore        | 790    | 1,27  | -     |
|                                           | Franca Equizi                          | 362                         | 0,53  | Riscossa Democratica                | 322    | 0,52  | -     |
|                                           | Riccardo Bocchese                      | 177                         | 0,26  | Partito di Alternativa Comunista    | 169    | 0,27  | -     |
| Totale                                    | Totale                                 | 67.916                      | 100   |                                     | 62.020 | 100   | 40    |

Ballottaggio
| Candidati | Candidati                  | Voti   | %      |
| --------- | -------------------------- | ------ | ------ |
|           | Achille Variati ✔️ Sindaco | 27.645 | 50,48  |
|           | Amalia Sartori             | 27.118 | 49,52  |
| Totale    | Totale                     | 54.763 | 100,00 |

### Friuli-Venezia Giulia

#### Udine
| Candidati                   | Candidati                            | Voti                        | %     | Liste                   | Voti   | %     | Seggi |
| --------------------------- | ------------------------------------ | --------------------------- | ----- | ----------------------- | ------ | ----- | ----- |
|                             | Furio Honsell Accede al ballottaggio | 26.576                      | 44,21 | Partito Democratico     | 10.678 | 21,14 | 13    |
| Innovare con Honsell        | Furio Honsell Accede al ballottaggio | 26.576                      | 44,21 | 5.726                   | 11,34  | 6     |       |
| La Sinistra l'Arcobaleno    | Furio Honsell Accede al ballottaggio | 26.576                      | 44,21 | 2.309                   | 4,57   | 2     |       |
| Cittadini per il Sindaco    | Furio Honsell Accede al ballottaggio | 26.576                      | 44,21 | 2.215                   | 4,39   | 2     |       |
| Italia dei Valori           | Furio Honsell Accede al ballottaggio | 26.576                      | 44,21 | 1.212                   | 2,40   | 1     |       |
|                             | Enzo Cainero Accede al ballottaggio  | 23.800                      | 39,59 | Il Popolo della Libertà | 12.158 | 24,07 | 7     |
| Lega Nord                   | Enzo Cainero Accede al ballottaggio  | 23.800                      | 39,59 | 3.100                   | 6,14   | 2     |       |
| Unione di Centro            | Enzo Cainero Accede al ballottaggio  | 23.800                      | 39,59 | 2.085                   | 4,13   | 1     |       |
| Lista Cainero               | Enzo Cainero Accede al ballottaggio  | 23.800                      | 39,59 | 1.929                   | 3,82   | 1     |       |
| Cainero Sindaco             | Enzo Cainero Accede al ballottaggio  | 23.800                      | 39,59 | 1.847                   | 3,66   | 1     |       |
| Seggio al candidato sindaco | Seggio al candidato sindaco          | Seggio al candidato sindaco | 39,59 | 1                       |        |       |       |
|                             | Giovanni Ortis                       | 4.397                       | 7,31  | Domani è Udine          | 2.726  | 5,40  | 1     |
| Partito Socialista          | Giovanni Ortis                       | 4.397                       | 7,31  | 442                     | 0,88   | -     |       |
| Partito Pensionati          | Giovanni Ortis                       | 4.397                       | 7,31  | 316                     | 0,63   | -     |       |
| Seggio al candidato sindaco | Seggio al candidato sindaco          | Seggio al candidato sindaco | 7,31  | 1                       |        |       |       |
|                             | Diego Volpe Pasini                   | 2.922                       | 4,86  | SOS Italia              | 919    | 1,82  | -     |
| Città della Libertà         | Diego Volpe Pasini                   | 2.922                       | 4,86  | 705                     | 1,40   | -     |       |
| Seggio al candidato sindaco | Seggio al candidato sindaco          | Seggio al candidato sindaco | 4,86  | 1                       |        |       |       |
|                             | Salvatore Galioto                    | 803                         | 1,34  | La Destra               | 681    | 1,35  | -     |
|                             | Rodolfo Console Battilana            | 726                         | 1,21  | Udine Amica             | 685    | 1,36  | -     |
|                             | Stefano Salmè                        | 650                         | 1,08  | Fiamma Tricolore        | 585    | 1,16  | -     |
|                             | Massimo Di Giorgio                   | 239                         | 0,40  | Io Tu Voi               | 191    | 0,38  | -     |
| Totale                      | Totale                               | 60.113                      |       |                         | 50.509 |       | 40    |

Ballottaggio
| Candidati | Candidati                | Voti   | %      |
| --------- | ------------------------ | ------ | ------ |
|           | Furio Honsell ✔️ Sindaco | 24.907 | 52,76  |
|           | Enzo Cainero             | 22.301 | 47,24  |
| Totale    | Totale                   |        | 100,00 |

Fonti: Candidati - Liste - Ballottaggio - Seggi

### Toscana

#### Massa
| Candidati                                 | Candidati                            | Voti                        | %     | Liste                        | Voti   | %     | Seggi |
| ----------------------------------------- | ------------------------------------ | --------------------------- | ----- | ---------------------------- | ------ | ----- | ----- |
|                                           | Fabrizio Neri Accede al ballottaggio | 18.287                      | 38,79 | Partito Democratico          | 13.254 | 29,51 | 7     |
| Fare Per Massa                            | Fabrizio Neri Accede al ballottaggio | 18.287                      | 38,79 | 3.441                        | 7,66   | 2     |       |
| Partito Socialista - Laici - Repubblicani | Fabrizio Neri Accede al ballottaggio | 18.287                      | 38,79 | 2.033                        | 4,53   | 1     |       |
| Italia dei Valori                         | Fabrizio Neri Accede al ballottaggio | 18.287                      | 38,79 | 1.541                        | 3,43   | -     |       |
| Seggio al candidato sindaco               | Seggio al candidato sindaco          | Seggio al candidato sindaco | 38,79 | 1                            |        |       |       |
|                                           | Roberto Pucci Accede al ballottaggio | 13.144                      | 27,88 | Pucci Sindaco per Massa      | 4.721  | 10,51 | 9     |
| La Sinistra l'Arcobaleno                  | Roberto Pucci Accede al ballottaggio | 13.144                      | 27,88 | 4.348                        | 9,68   | 8     |       |
| Impegno per Massa                         | Roberto Pucci Accede al ballottaggio | 13.144                      | 27,88 | 2.027                        | 4,51   | 3     |       |
|                                           | Corrado Nicola Amorese               | 7.582                       | 16,08 | Il Popolo della Libertà      | 6.970  | 15,52 | 4     |
|                                           | Stefano Benedetti                    | 3.475                       | 7,37  | La Destra - Fiamma Tricolore | 2.478  | 5,52  | 1     |
|                                           | Marco Andreani                       | 2.241                       | 4,75  | Massa Al Centro (A)          | 2.205  | 4,91  | 4     |
|                                           | Michele D'Agostino                   | 1.365                       | 2,90  | Grilli Massesi               | 1.071  | 2,38  | -     |
|                                           | Andrea Barabotti                     | 624                         | 1,32  | Lega Nord                    | 531    | 1,18  | -     |
|                                           | Rinaldo Valenti                      | 422                         | 0,90  | Lista Comunista              | 296    | 0,66  | -     |
| Totale                                    | Totale                               | 47.140                      |       |                              | 44.916 |       | 40    |

- La lista contrassegnata con la lettera A è apparentata al secondo turno con il candidato sindaco Roberto Pucci.

Ballottaggio
| Candidati | Candidati                | Voti   | %      |
| --------- | ------------------------ | ------ | ------ |
|           | Roberto Pucci ✔️ Sindaco | 18.732 | 54,26  |
|           | Fabrizio Neri            | 15.789 | 45,74  |
| Totale    | Totale                   | 34.521 | 100,00 |

#### Pisa
| Candidati                   | Candidati                                           | Voti                        | %     | Liste                            | Voti   | %     | Seggi |
| --------------------------- | --------------------------------------------------- | --------------------------- | ----- | -------------------------------- | ------ | ----- | ----- |
|                             | Marco Filippeschi Accede al ballottaggio            | 27.075                      | 47,40 | Partito Democratico              | 20.577 | 39,30 | 19    |
| In Lista per Pisa           | Marco Filippeschi Accede al ballottaggio            | 27.075                      | 47,40 | 2.026                            | 3,87   | 2     |       |
| Partito Socialista          | Marco Filippeschi Accede al ballottaggio            | 27.075                      | 47,40 | 2.021                            | 3,86   | 1     |       |
| Italia dei Valori           | Marco Filippeschi Accede al ballottaggio            | 27.075                      | 47,40 | 1.592                            | 3,04   | 1     |       |
|                             | Patrizia Paoletti Tangheroni Accede al ballottaggio | 18.503                      | 32,39 | Il Popolo della Libertà          | 13.752 | 26,27 | 12    |
| Rinascita Pisana            | Patrizia Paoletti Tangheroni Accede al ballottaggio | 18.503                      | 32,39 | 1.115                            | 2,13   | -     |       |
| Lega Nord                   | Patrizia Paoletti Tangheroni Accede al ballottaggio | 18.503                      | 32,39 | 486                              | 0,93   | -     |       |
| Monarchici Uniti            | Patrizia Paoletti Tangheroni Accede al ballottaggio | 18.503                      | 32,39 | 102                              | 0,19   | -     |       |
| Seggio al candidato sindaco | Seggio al candidato sindaco                         | Seggio al candidato sindaco | 32,39 | 1                                |        |       |       |
|                             | Carmelo Scaramuzzino                                | 5.413                       | 9,48  | La Sinistra l'Arcobaleno         | 5.030  | 9,61  | 3     |
|                             | Luca Paolo Titoni                                   | 1.894                       | 3,32  | Unione di Centro (A)             | 1.874  | 3,58  | 1     |
|                             | Sonia Avolio                                        | 1.246                       | 2,18  | La Destra - Fiamma Tricolore (B) | 1.047  | 2,00  | -     |
|                             | Lucia Mango                                         | 1.188                       | 2,08  | Partito dei Comunisti Italiani   | 1.098  | 2,10  | -     |
|                             | Paolo Arduini                                       | 1.144                       | 2,00  | Città dei Diritti                | 1.004  | 1,92  | -     |
|                             | Vittorio Meciani                                    | 663                         | 1,16  | Primavera Pisana                 | 632    | 1,21  | -     |
| Totale                      | Totale                                              | 57.126                      |       |                                  | 52.356 |       | 40    |

- Le liste contrassegnate con le lettere A e B sono apparentate al secondo turno con il candidato sindaco Patrizia Paoletti Tangheroni.

Ballottaggio
| Candidati | Candidati                    | Voti   | %      |
| --------- | ---------------------------- | ------ | ------ |
|           | Marco Filippeschi ✔️ Sindaco | 21.847 | 53,09  |
|           | Patrizia Paoletti Tangheroni | 19.304 | 46,91  |
| Totale    | Totale                       | 41.151 | 100,00 |

### Lazio

#### Roma
| Candidati                            | Candidati                                | Voti                        | %     | Liste                            | Voti      | %     | Seggi |
| ------------------------------------ | ---------------------------------------- | --------------------------- | ----- | -------------------------------- | --------- | ----- | ----- |
|                                      | Francesco Rutelli Accede al ballottaggio | 759.252                     | 45,80 | Partito Democratico              | 520.723   | 34,04 | 17    |
| La Sinistra l'Arcobaleno             | Francesco Rutelli Accede al ballottaggio | 759.252                     | 45,80 | 69.079                           | 4,52      | 2     |       |
| Italia dei Valori                    | Francesco Rutelli Accede al ballottaggio | 759.252                     | 45,80 | 50.704                           | 3,31      | 1     |       |
| Lista Civica per Rutelli             | Francesco Rutelli Accede al ballottaggio | 759.252                     | 45,80 | 41.880                           | 2,74      | 1     |       |
| Under 30 per Rutelli                 | Francesco Rutelli Accede al ballottaggio | 759.252                     | 45,80 | 11.486                           | 0,75      | -     |       |
| Lista Bonino - Radicali              | Francesco Rutelli Accede al ballottaggio | 759.252                     | 45,80 | 10.427                           | 0,68      | -     |       |
| I Moderati per Roma                  | Francesco Rutelli Accede al ballottaggio | 759.252                     | 45,80 | 7.740                            | 0,49      | -     |       |
| Unione Democratica per i Consumatori | Francesco Rutelli Accede al ballottaggio | 759.252                     | 45,80 | 2.699                            | 0,18      | -     |       |
| Seggio al candidato sindaco          | Seggio al candidato sindaco              | Seggio al candidato sindaco | 45,80 | 1                                |           |       |       |
|                                      | Gianni Alemanno Accede al ballottaggio   | 675.111                     | 40,73 | Il Popolo della Libertà          | 559.559   | 36,58 | 35    |
| Lista Civica Alemanno Sindaco        | Gianni Alemanno Accede al ballottaggio   | 675.111                     | 40,73 | 18.734                           | 1,22      | 1     |       |
| Il Popolo della Vita                 | Gianni Alemanno Accede al ballottaggio   | 675.111                     | 40,73 | 10.194                           | 0,67      | -     |       |
| Movimento per l'Autonomia            | Gianni Alemanno Accede al ballottaggio   | 675.111                     | 40,73 | 9.185                            | 0,60      | -     |       |
| La Voce dei Consumatori              | Gianni Alemanno Accede al ballottaggio   | 675.111                     | 40,73 | 5.196                            | 0,34      | -     |       |
| Partito Repubblicano Italiano        | Gianni Alemanno Accede al ballottaggio   | 675.111                     | 40,73 | 3.308                            | 0,22      | -     |       |
|                                      | Francesco Storace                        | 55.041                      | 3,32  | La Destra - Fiamma Tricolore     | 51.614    | 3,37  | 1     |
|                                      | Luciano Ciocchetti                       | 52.055                      | 3,14  | Unione di Centro                 | 50.682    | 3,31  | 1     |
|                                      | Serenetta Monti                          | 43.966                      | 2,65  | Amici di Beppe Grillo            | 40.389    | 2,64  | -     |
|                                      | Franco Grillini                          | 13.604                      | 0,82  | Partito Socialista               | 11.413    | 0,75  | -     |
|                                      | Michele Baldi                            | 13.002                      | 0,78  | Per Roma Baldi Sindaco (A)       | 11.913    | 0,78  | -     |
|                                      | Mario Baccini                            | 12.179                      | 0,73  | La Rosa Bianca                   | 11.659    | 0,76  | -     |
|                                      | Dario Di Francesco                       | 12.041                      | 0,73  | Forza Roma (B)                   | 4.911     | 0,32  | -     |
| Lista dei Grilli Parlanti            | Dario Di Francesco                       | 12.041                      | 0,73  | 4.895                            | 0,32      | -     |       |
| Avanti Lazio (C)                     | Dario Di Francesco                       | 12.041                      | 0,73  | 1.792                            | 0,12      | -     |       |
|                                      | Armando Morgia                           | 8.724                       | 0,53  | Sinistra Critica                 | 8.207     | 0,54  | -     |
|                                      | Susanna Capristo                         | 5.011                       | 0,30  | Partito Comunista dei Lavoratori | 4.608     | 0,30  | -     |
|                                      | David Gramiccioli                        | 3.556                       | 0,21  | Movimento Nazionale Delfino      | 3.309     | 0,22  | -     |
|                                      | Pietro De Stefani                        | 2.699                       | 0,16  | Pensioni e Lavoro                | 1.883     | 0,12  | -     |
| La Cosa Verde                        | Pietro De Stefani                        | 2.699                       | 0,16  | 673                              | 0,04      | -     |       |
|                                      | Umberto Calabrese                        | 1.342                       | 0,08  | La Mia Italia                    | 1.279     | 0,08  | -     |
| Totale                               | Totale                                   | 1.657.583                   |       |                                  | 1.529.871 |       | 60    |

- Le liste contrassegnate con le lettere A, B e C sono apparentate al secondo turno con il candidato sindaco Francesco Rutelli.

Ballottaggio
| Candidati | Candidati                  | Voti      | %      |
| --------- | -------------------------- | --------- | ------ |
|           | Gianni Alemanno ✔️ Sindaco | 783.725   | 53,66  |
|           | Francesco Rutelli          | 676.850   | 46,34  |
| Totale    | Totale                     | 1.460.575 | 100,00 |

#### Viterbo
| Candidati                     | Candidati                            | Voti                        | %     | Liste                                              | Voti   | %     | Seggi |
| ----------------------------- | ------------------------------------ | --------------------------- | ----- | -------------------------------------------------- | ------ | ----- | ----- |
|                               | Giulio Marini Accede al ballottaggio | 21.323                      | 49,14 | Il Popolo della Libertà                            | 16.135 | 39,22 | 20    |
| Viterbo Vola                  | Giulio Marini Accede al ballottaggio | 21.323                      | 49,14 | 2.348                                              | 5,71   | 3     |       |
| Ego Sum Leo                   | Giulio Marini Accede al ballottaggio | 21.323                      | 49,14 | 1.364                                              | 3,32   | 1     |       |
|                               | Ugo Sposetti Accede al ballottaggio  | 14.526                      | 33,48 | Partito Democratico                                | 11.313 | 27,50 | 9     |
| Lista Civica Sposetti Sindaco | Ugo Sposetti Accede al ballottaggio  | 14.526                      | 33,48 | 2.359                                              | 5,73   | 1     |       |
| Seggio al candidato sindaco   | Seggio al candidato sindaco          | Seggio al candidato sindaco | 33,48 | 1                                                  |        |       |       |
|                               | Rodolfo Gigli                        | 3.384                       | 7,80  | Unione di Centro                                   | 3.718  | 9,04  | 3     |
|                               | Enrico Mezzetti                      | 1.405                       | 3,24  | La Sinistra l'Arcobaleno                           | 1.324  | 3,22  | 1     |
|                               | Giuseppe Talucci Peruzzi             | 1.344                       | 3,10  | La Destra - Fiamma Tricolore                       | 1.420  | 3,45  | 1     |
|                               | Giuseppe Anelli                      | 886                         | 2,04  | Lista Civica per la Tuscia - Amici di Beppe Grillo | 693    | 1,68  | -     |
|                               | Marcello Di Prospero                 | 302                         | 0,70  | Partito dei Comunisti Italiani                     | 168    | 0,41  | -     |
| Partito Socialista            | Marcello Di Prospero                 | 302                         | 0,70  | 97                                                 | 0,24   | -     |       |
|                               | Roberto De Santis                    | 219                         | 0,50  | Italia dei Valori                                  | 198    | 0,48  | -     |
| Totale                        | Totale                               | 43.389                      |       |                                                    | 41.137 |       | 40    |

Ballottaggio
| Candidati | Candidati                | Voti   | %      |
| --------- | ------------------------ | ------ | ------ |
|           | Giulio Marini ✔️ Sindaco | 21.961 | 61,95  |
|           | Ugo Sposetti             | 13.488 | 38,05  |
| Totale    | Totale                   | 35.449 | 100,00 |

### Abruzzo

#### Pescara
| Candidati                    | Candidati                    | Voti                        | %     | Liste                                                   | Voti   | %     | Seggi |
| ---------------------------- | ---------------------------- | --------------------------- | ----- | ------------------------------------------------------- | ------ | ----- | ----- |
|                              | Luciano D'Alfonso ✔️ Sindaco | 41.205                      | 50,36 | Partito Democratico                                     | 25.134 | 33,79 | 18    |
| Italia dei Valori            | Luciano D'Alfonso ✔️ Sindaco | 41.205                      | 50,36 | 4.218                                                   | 5,67   | 3     |       |
| Pescara Città Ponte          | Luciano D'Alfonso ✔️ Sindaco | 41.205                      | 50,36 | 4.107                                                   | 5,52   | 2     |       |
| Partito Socialista           | Luciano D'Alfonso ✔️ Sindaco | 41.205                      | 50,36 | 2.131                                                   | 2,87   | 1     |       |
| Insieme per Pescara          | Luciano D'Alfonso ✔️ Sindaco | 41.205                      | 50,36 | 1.017                                                   | 1,37   | -     |       |
|                              | Luigi Albore Mascia          | 21.620                      | 26,42 | Il Popolo della Libertà                                 | 18.343 | 24,66 | 9     |
| Alleanza e Forza per Pescara | Luigi Albore Mascia          | 21.620                      | 26,42 | 1.432                                                   | 1,93   | -     |       |
| Seggio al candidato sindaco  | Seggio al candidato sindaco  | Seggio al candidato sindaco | 26,42 | 1                                                       |        |       |       |
|                              | Carlo Masci                  | 7.444                       | 9,10  | Unione di Centro                                        | 5.124  | 6,89  | 2     |
| Pescara Futura               | Carlo Masci                  | 7.444                       | 9,10  | 970                                                     | 1,30   | -     |       |
| Seggio al candidato sindaco  | Seggio al candidato sindaco  | Seggio al candidato sindaco | 9,10  | 1                                                       |        |       |       |
|                              | Gianni Teodoro               | 4.628                       | 5,66  | Teodoro per Pescara                                     | 3.813  | 5,13  | 1     |
| Via Nuova                    | Gianni Teodoro               | 4.628                       | 5,66  | 1.061                                                   | 1,43   | -     |       |
| Civiltà Diritti e Valori     | Gianni Teodoro               | 4.628                       | 5,66  | 205                                                     | 0,28   | -     |       |
| Seggio al candidato sindaco  | Seggio al candidato sindaco  | Seggio al candidato sindaco | 5,66  | 1                                                       |        |       |       |
|                              | Silvestro Profico            | 2.504                       | 3,06  | La Sinistra l'Arcobaleno                                | 3.006  | 4,04  | 1     |
|                              | Stefano Murgo                | 1.670                       | 2,04  | Lista Civica Pescara in Comune by Amici di Beppe Grillo | 1.290  | 1,73  | -     |
|                              | Licio Di Biase               | 1.186                       | 1,45  | Cattolici e Democratici per Pescara                     | 1.106  | 1,49  | -     |
|                              | Benigno D'Orazio             | 658                         | 0,80  | La Destra - Fiamma Tricolore                            | 625    | 0,84  | -     |
|                              | Massimo Pietrangeli          | 435                         | 0,53  | Democrazia Cristiana                                    | 369    | 0,50  | -     |
|                              | Silvano Console              | 297                         | 0,36  | Cultura & Solitarietà                                   | 260    | 0,35  | -     |
|                              | Lorenzo Valloreja            | 178                         | 0,22  | Semper Fidelis Luci - Innovazione per Pescara           | 162    | 0,22  | -     |
| Totale                       | Totale                       | 81.825                      |       |                                                         | 74.373 |       | 40    |

### Sicilia

#### Catania
| Candidati                      | Candidati                       | Voti    | %     | Liste                          | Voti    | %     | Seggi |
| ------------------------------ | ------------------------------- | ------- | ----- | ------------------------------ | ------- | ----- | ----- |
|                                | Raffaele Stancanelli ✔️ Sindaco | 90.765  | 54,59 | Il Popolo della Libertà        | 35.791  | 22,98 | 12    |
| Movimento per l'Autonomia      | Raffaele Stancanelli ✔️ Sindaco | 90.765  | 54,59 | 29.714                         | 19,08   | 10    |       |
| Sicilia Forte e Libera         | Raffaele Stancanelli ✔️ Sindaco | 90.765  | 54,59 | 15.915                         | 10,22   | 5     |       |
| Unione di Centro               | Raffaele Stancanelli ✔️ Sindaco | 90.765  | 54,59 | 8.666                          | 5,56    | 2     |       |
| Stancanelli Sindaco            | Raffaele Stancanelli ✔️ Sindaco | 90.765  | 54,59 | 8.423                          | 5,41    | 2     |       |
| Centro Democratico Siciliano   | Raffaele Stancanelli ✔️ Sindaco | 90.765  | 54,59 | 4.727                          | 3,03    | 1     |       |
| Democratici Autonomisti        | Raffaele Stancanelli ✔️ Sindaco | 90.765  | 54,59 | 2.576                          | 1,65    | -     |       |
|                                | Nello Musumeci                  | 41.833  | 25,16 | Con Nello Musumeci per Catania | 18.974  | 12,18 | 5     |
|                                | Giovanni Burtone                | 29.707  | 17,87 | Partito Democratico            | 13.318  | 8,55  | 4     |
| Con Bianco per Catania         | Giovanni Burtone                | 29.707  | 17,87 | 11.870                         | 7,62    | 4     |       |
| Partito dei Comunisti Italiani | Giovanni Burtone                | 29.707  | 17,87 | 2.319                          | 1,49    | -     |       |
|                                | Salvatore Massimo Domina        | 1.737   | 1,04  | Liberare Catania               | 1.859   | 1,19  | -     |
|                                | Grazia Giurato                  | 1.444   | 0,87  | Amici di Beppe Grillo          | 989     | 0,63  | -     |
|                                | Massimiliano Catanzaro          | 425     | 0,26  | Forza Nuova                    | 314     | 0,20  | -     |
|                                | Francesco Nicola Condorelli     | 363     | 0,22  | Fiamma Tricolore               | 301     | 0,19  | -     |
| Totale                         | Totale                          | 166.274 |       |                                | 155.756 |       | 45    |

#### Messina
| Candidati                          | Candidati                    | Voti    | %     | Liste                                | Voti    | %     | Seggi |
| ---------------------------------- | ---------------------------- | ------- | ----- | ------------------------------------ | ------- | ----- | ----- |
|                                    | Giuseppe Buzzanca ✔️ Sindaco | 73.572  | 50,95 | Il Popolo della Libertà              | 24.223  | 17,49 | 10    |
| Il Centro con D'Alia               | Giuseppe Buzzanca ✔️ Sindaco | 73.572  | 50,95 | 10.691                               | 7,72    | 4     |       |
| Movimento per l'Autonomia          | Giuseppe Buzzanca ✔️ Sindaco | 73.572  | 50,95 | 9.423                                | 6,80    | 4     |       |
| Unione di Centro                   | Giuseppe Buzzanca ✔️ Sindaco | 73.572  | 50,95 | 7.527                                | 5,43    | 3     |       |
| Rialzati Messina                   | Giuseppe Buzzanca ✔️ Sindaco | 73.572  | 50,95 | 6.837                                | 4,94    | 2     |       |
| Forza Azzurri                      | Giuseppe Buzzanca ✔️ Sindaco | 73.572  | 50,95 | 4.792                                | 3,46    | 2     |       |
| Gli Autonomisti del MPA            | Giuseppe Buzzanca ✔️ Sindaco | 73.572  | 50,95 | 3.424                                | 2,47    | 1     |       |
| Conservare il Futuro con Briguglio | Giuseppe Buzzanca ✔️ Sindaco | 73.572  | 50,95 | 3.225                                | 2,33    | 1     |       |
| Partito Repubblicano Italiano      | Giuseppe Buzzanca ✔️ Sindaco | 73.572  | 50,95 | 1.986                                | 1,43    | -     |       |
| Gioventù della Libertà - La Destra | Giuseppe Buzzanca ✔️ Sindaco | 73.572  | 50,95 | 1.058                                | 0,76    | -     |       |
| Dicearco per l'Autonomia           | Giuseppe Buzzanca ✔️ Sindaco | 73.572  | 50,95 | 927                                  | 0,67    | -     |       |
|                                    | Francantonio Genovese        | 55.791  | 38,64 | Partito Democratico                  | 16.268  | 11,75 | 6     |
| Lista Genovese Sindaco             | Francantonio Genovese        | 55.791  | 38,64 | 11.122                               | 8,03    | 4     |       |
| Con Francantonio per Messina       | Francantonio Genovese        | 55.791  | 38,64 | 7.643                                | 5,52    | 2     |       |
| Democratici per Messina            | Francantonio Genovese        | 55.791  | 38,64 | 3.895                                | 2,81    | 1     |       |
| Voce Genovese Sindaco              | Francantonio Genovese        | 55.791  | 38,64 | 3.473                                | 2,51    | 1     |       |
| Ricostruire Messina                | Francantonio Genovese        | 55.791  | 38,64 | 2.804                                | 2,02    | 1     |       |
| Popolari Riformisti Socialisti     | Francantonio Genovese        | 55.791  | 38,64 | 2.698                                | 1,95    | 1     |       |
| ABC Messina con Genovese           | Francantonio Genovese        | 55.791  | 38,64 | 2.329                                | 1,68    | -     |       |
| La Mia Città con Genovese          | Francantonio Genovese        | 55.791  | 38,64 | 2.289                                | 1,65    | -     |       |
| Messina in Comune con Genovese     | Francantonio Genovese        | 55.791  | 38,64 | 1.157                                | 0,84    | -     |       |
| Italia dei Valori                  | Francantonio Genovese        | 55.791  | 38,64 | 1.020                                | 0,74    | -     |       |
|                                    | Fabio D'Amore                | 12.344  | 8,55  | Risorgimento Messinese               | 6.288   | 4,54  | 2     |
| Progetto per Messina               | Fabio D'Amore                | 12.344  | 8,55  | 1.339                                | 0,97    | -     |       |
| Fabio D'Amore Sindaco              | Fabio D'Amore                | 12.344  | 8,55  | 316                                  | 0,23    | -     |       |
|                                    | Rosario Ansaldo Patti        | 1.277   | 0,88  | Partito della Rifondazione Comunista | 1.009   | 0,73  | -     |
|                                    | Rosario Visicaro             | 947     | 0,66  | Alternativa in Movimento             | 505     | 0,36  | -     |
|                                    | Filippo Clementi             | 458     | 0,32  | Forza Nuova                          | 225     | 0,16  | -     |
| Totale                             | Totale                       | 144.389 |       |                                      | 138.493 |       | 45    |

#### Siracusa
| Candidati                          | Candidati                   | Voti   | %     | Liste                   | Voti   | %     | Seggi |
| ---------------------------------- | --------------------------- | ------ | ----- | ----------------------- | ------ | ----- | ----- |
|                                    | Roberto Visentin ✔️ Sindaco | 38.735 | 56,64 | Il Popolo della Libertà | 19.101 | 29,39 | 13    |
| Unione di Centro                   | Roberto Visentin ✔️ Sindaco | 38.735 | 56,64 | 9.860                   | 15,17  | 6     |       |
| Alleanza Azzurra                   | Roberto Visentin ✔️ Sindaco | 38.735 | 56,64 | 6.400                   | 9,85   | 4     |       |
| Movimento per l'Autonomia          | Roberto Visentin ✔️ Sindaco | 38.735 | 56,64 | 5.102                   | 7,85   | 3     |       |
| No Acqua Salata - Pensionati Uniti | Roberto Visentin ✔️ Sindaco | 38.735 | 56,64 | 1.503                   | 2,31   | 1     |       |
|                                    | Roberto De Benedictis       | 22.522 | 32,93 | Partito Democratico     | 11.399 | 17,54 | 8     |
| De Benedictis Sindaco              | Roberto De Benedictis       | 22.522 | 32,93 | 3.445                   | 5,34   | 2     |       |
| La Sinistra (PRC - PdCI)           | Roberto De Benedictis       | 22.522 | 32,93 | 1.418                   | 2,18   | 1     |       |
| Riformisti (PS - IdV)              | Roberto De Benedictis       | 22.522 | 32,93 | 1.109                   | 1,71   | -     |       |
|                                    | Antonello Liuzzo            | 3.648  | 5,33  | Polietica Cristiana     | 2.761  | 4,25  | 1     |
|                                    | Franco Greco                | 2.665  | 3,90  | Lista Franco Greco      | 2.261  | 3,48  | 1     |
|                                    | Giuseppe Giganti            | 456    | 0,67  | Nuovo MSI               | 342    | 0,53  | -     |
|                                    | Salvatore Carcò             | 360    | 0,53  | Io Non Voto             | 280    | 0,43  | -     |
| Totale                             | Totale                      | 68.386 |       |                         | 64.981 |       | 40    |

## Elezioni provinciali

### Piemonte

#### Provincia di Asti
| Candidati                      | Candidati                                    | Voti                           | %     | Liste                       | Voti    | %     | Seggi |
| ------------------------------ | -------------------------------------------- | ------------------------------ | ----- | --------------------------- | ------- | ----- | ----- |
|                                | Maria Teresa Armosino Accede al ballottaggio | 56.889                         | 44,08 | Il Popolo della Libertà     | 34.341  | 32,25 | 10    |
| Lega Nord                      | Maria Teresa Armosino Accede al ballottaggio | 56.889                         | 44,08 | 14.464                      | 13,58   | 4     |       |
|                                | Roberto Peretti Accede al ballottaggio       | 34.010                         | 26,35 | Partito Democratico         | 23.788  | 22,34 | 4     |
| Italia dei Valori              | Roberto Peretti Accede al ballottaggio       | 34.010                         | 26,35 | 4.496                       | 4,22    | -     |       |
| Seggio al candidato presidente | Seggio al candidato presidente               | Seggio al candidato presidente | 26,35 | 1                           |         |       |       |
|                                | Mariangela Cotto                             | 28.024                         | 21,71 | Mariangela Cotto Presidente | 16.479  | 15,48 | 3     |
| Provincia Solidale             | Mariangela Cotto                             | 28.024                         | 21,71 | 4.600                       | 4,32    | -     |       |
| Seggio al candidato presidente | Seggio al candidato presidente               | Seggio al candidato presidente | 21,71 | 1                           |         |       |       |
|                                | Secondo Scanavino                            | 8.841                          | 6,85  | La Sinistra l'Arcobaleno    | 5.066   | 4,76  | -     |
| Partito Socialista             | Secondo Scanavino                            | 8.841                          | 6,85  | 2.193                       | 2,06    | -     |       |
| Seggio al candidato presidente | Seggio al candidato presidente               | Seggio al candidato presidente | 6,85  | 1                           |         |       |       |
|                                | Marcello Delmastro                           | 1.291                          | 1,00  | Aboliamo le Province        | 1.058   | 0,99  | -     |
| Totale                         | Totale                                       | 129.055                        |       |                             | 106.485 |       | 24    |

Ballottaggio
| Candidati | Candidati                           | Voti   | %      |
| --------- | ----------------------------------- | ------ | ------ |
|           | Maria Teresa Armosino ✔️ Presidente | 49.025 | 58,01  |
|           | Roberto Peretti                     | 35.492 | 41,99  |
| Totale    | Totale                              | 84.517 | 100,00 |

### Lombardia

#### Provincia di Varese
| Candidati                      | Candidati                      | Voti                           | %     | Liste                            | Voti    | %     | Seggi |
| ------------------------------ | ------------------------------ | ------------------------------ | ----- | -------------------------------- | ------- | ----- | ----- |
|                                | Dario Galli Eletto presidente  | 345.489                        | 64,12 | Il Popolo della Libertà          | 148.230 | 29,43 | 12    |
| Lega Nord                      | Dario Galli Eletto presidente  | 345.489                        | 64,12 | 147.779                          | 29,34   | 11    |       |
| Unione di Centro               | Dario Galli Eletto presidente  | 345.489                        | 64,12 | 25.174                           | 5,00    | 2     |       |
|                                | Mario Anastasio Aspesi         | 140.417                        | 26,06 | Partito Democratico              | 112.434 | 22,32 | 8     |
| Italia dei Valori              | Mario Anastasio Aspesi         | 140.417                        | 26,06 | 21.348                           | 4,24    | 1     |       |
| Seggio al candidato presidente | Seggio al candidato presidente | Seggio al candidato presidente | 26,06 | 1                                |         |       |       |
|                                | Giampaolo Livetti              | 21.850                         | 4,06  | La Sinistra l'Arcobaleno         | 20.682  | 4,11  | 1     |
|                                | Fabio Castano                  | 13.114                         | 2,43  | La Destra - Fiamma Tricolore     | 11.803  | 2,34  | -     |
|                                | Massimiliano Ferrari           | 5.259                          | 0,98  | Fronte Indipendentista Lombardia | 4.625   | 0,98  | -     |
|                                | Giovanni Nigro                 | 4.386                          | 0,81  | Partito Socialista               | 3.937   | 0,78  | -     |
|                                | Michele Muscatello             | 3.238                          | 0,60  | Polo Civico di Centro            | 3.053   | 0,61  | -     |
|                                | Gianmario Invernizzi           | 2.897                          | 0,54  | Forza Nuova                      | 2.727   | 0,54  | -     |
|                                | Andrea Sansilvestri            | 2.149                          | 0,40  | Movimento Libero                 | 1.947   | 0,39  | -     |
| Totale                         | Totale                         | 538.799                        |       |                                  | 503.739 |       | 36    |

### Friuli-Venezia Giulia

#### Provincia di Udine
| Candidati                      | Candidati                          | Voti                           | %     | Liste                           | Voti    | %     | Seggi |
| ------------------------------ | ---------------------------------- | ------------------------------ | ----- | ------------------------------- | ------- | ----- | ----- |
|                                | Pietro Fontanini Eletto presidente | 182.719                        | 55,39 | Il Popolo della Libertà         | 94.638  | 31,68 | 11    |
| Lega Nord                      | Pietro Fontanini Eletto presidente | 182.719                        | 55,39 | 45.985                          | 15,39   | 5     |       |
| Unione di Centro               | Pietro Fontanini Eletto presidente | 182.719                        | 55,39 | 25.085                          | 8,40    | 2     |       |
|                                | Diego Travan                       | 129.396                        | 39,23 | Partito Democratico             | 80.956  | 27,10 | 9     |
| Italia dei Valori              | Diego Travan                       | 129.396                        | 39,23 | 13.221                          | 4,43    | 1     |       |
| La Sinistra l'Arcobaleno       | Diego Travan                       | 129.396                        | 39,23 | 11.936                          | 4,00    | 1     |       |
| Cittadini per il Presidente    | Diego Travan                       | 129.396                        | 39,23 | 7.143                           | 2,39    | -     |       |
| Partito Socialista             | Diego Travan                       | 129.396                        | 39,23 | 3.847                           | 1,29    | -     |       |
| Seggio al candidato presidente | Seggio al candidato presidente     | Seggio al candidato presidente | 39,23 | 1                               |         |       |       |
|                                | Ernesto Pezzetta                   | 6.933                          | 2,10  | La Destra                       | 6.216   | 2,09  | -     |
|                                | Marzio Strassoldo                  | 6.429                          | 1,95  | Autonomia Strassoldo Presidente | 5.720   | 1,91  | -     |
|                                | Luca Battista                      | 4.403                          | 1,33  | Fiamma Tricolore                | 3.994   | 1,34  |       |
| Totale                         | Totale                             | 329.880                        |       |                                 | 298.741 |       | 30    |

- Fonte: Candidati - Liste - Seggi

### Toscana

#### Provincia di Massa-Carrara
| Candidati                         | Candidati                             | Voti                           | %     | Liste                        | Voti    | %     | Seggi |
| --------------------------------- | ------------------------------------- | ------------------------------ | ----- | ---------------------------- | ------- | ----- | ----- |
|                                   | Osvaldo Angeli Accede al ballottaggio | 52.253                         | 41,50 | Partito Democratico          | 38.105  | 33,19 | 11    |
| Socialisti - Laici - Repubblicani | Osvaldo Angeli Accede al ballottaggio | 52.253                         | 41,50 | 6.690                        | 5,83    | 2     |       |
| Italia dei Valori                 | Osvaldo Angeli Accede al ballottaggio | 52.253                         | 41,50 | 4.507                        | 3,93    | 1     |       |
|                                   | Sandro Bondi Accede al ballottaggio   | 40.638                         | 32,28 | Il Popolo della Libertà      | 36.495  | 31,79 | 7     |
|                                   | Narciso Buffoni                       | 17.209                         | 13,67 | La Sinistra l'Arcobaleno     | 9.952   | 8,67  | 2     |
| Buffoni Presidente                | Narciso Buffoni                       | 17.209                         | 13,67 | 4.854                        | 4,23    | -     |       |
| Seggio al candidato presidente    | Seggio al candidato presidente        | Seggio al candidato presidente | 13,67 | 1                            |         |       |       |
|                                   | Luigi Della Pina                      | 5.037                          | 4,00  | Unione di Centro             | 4.609   | 4,01  | -     |
|                                   | Nicola Franzoni                       | 4.969                          | 3,95  | La Destra - Fiamma Tricolore | 4.361   | 3,80  | -     |
|                                   | Valter Bay                            | 2.098                          | 1,67  | Lega Nord                    | 1.875   | 1,63  | -     |
|                                   | Marco Lenzoni                         | 2.058                          | 1,63  | Lista Comunista              | 1.843   | 1,61  | -     |
|                                   | Lucia Tonazzini                       | 1.647                          | 1,31  | Caccia Territorio Pesca      | 1.516   | 1,32  | -     |
| Totale                            | Totale                                | 125.909                        |       |                              | 114.807 |       | 24    |

Ballottaggio
| Candidati | Candidati                    | Voti   | %      |
| --------- | ---------------------------- | ------ | ------ |
|           | Osvaldo Angeli ✔️ Presidente | 48.293 | 55,37  |
|           | Sandro Bondi                 | 38.924 | 44,63  |
| Totale    | Totale                       | 87.217 | 100,00 |

### Lazio

#### Provincia di Roma
| Candidati                            | Candidati                                 | Voti                           | %     | Liste                            | Voti      | %     | Seggi |
| ------------------------------------ | ----------------------------------------- | ------------------------------ | ----- | -------------------------------- | --------- | ----- | ----- |
|                                      | Nicola Zingaretti Accede al ballottaggio  | 1.139.210                      | 46,92 | Partito Democratico              | 732.918   | 31,74 | 20    |
| La Sinistra l'Arcobaleno             | Nicola Zingaretti Accede al ballottaggio  | 1.139.210                      | 46,92 | 131.220                          | 5,68      | 3     |       |
| Italia dei Valori                    | Nicola Zingaretti Accede al ballottaggio  | 1.139.210                      | 46,92 | 123.759                          | 5,36      | 3     |       |
| Lista Zingaretti                     | Nicola Zingaretti Accede al ballottaggio  | 1.139.210                      | 46,92 | 50.722                           | 2,20      | 1     |       |
| Lista Emma Bonino - Radicali         | Nicola Zingaretti Accede al ballottaggio  | 1.139.210                      | 46,92 | 19.230                           | 0,83      | -     |       |
| Unione Democratica per i Consumatori | Nicola Zingaretti Accede al ballottaggio  | 1.139.210                      | 46,92 | 8.433                            | 0,37      | -     |       |
|                                      | Alfredo Antoniozzi Accede al ballottaggio | 901.142                        | 37,12 | Il Popolo della Libertà          | 855.297   | 37,04 | 14    |
| Lista Antoniozzi                     | Alfredo Antoniozzi Accede al ballottaggio | 901.142                        | 37,12 | 14.460                           | 0,63      | -     |       |
| Partito Repubblicano Italiano        | Alfredo Antoniozzi Accede al ballottaggio | 901.142                        | 37,12 | 5.395                            | 0,23      | -     |       |
| Seggio al candidato presidente       | Seggio al candidato presidente            | Seggio al candidato presidente | 37,12 | 1                                |           |       |       |
|                                      | Armando Dionisi                           | 113.811                        | 4,69  | Unione di Centro                 | 110.193   | 4,77  | 2     |
|                                      | Teodoro Buontempo                         | 110.119                        | 4,54  | La Destra - Fiamma Tricolore     | 84.900    | 3,68  | -     |
| Lista Buontempo                      | Teodoro Buontempo                         | 110.119                        | 4,54  | 15.150                           | 0,66      | -     |       |
| Seggio al candidato presidente       | Seggio al candidato presidente            | Seggio al candidato presidente | 4,54  | 1                                |           |       |       |
|                                      | Umberto Nardinocchi                       | 56.031                         | 2,31  | Lista del Grillo Parlante (A)    | 35.002    | 1,52  | -     |
| Forza Roma (B)                       | Umberto Nardinocchi                       | 56.031                         | 2,31  | 14.283                           | 0,62      | -     |       |
| Avanti Lazio (C)                     | Umberto Nardinocchi                       | 56.031                         | 2,31  | 5.252                            | 0,23      | -     |       |
|                                      | Marco Mattei                              | 26.634                         | 1,10  | La Rosa Bianca                   | 25.066    | 1,09  | -     |
|                                      | Salvatore Licari                          | 22.406                         | 0,92  | Partito Socialista               | 22.032    | 0,95  | -     |
|                                      | Gianguido Saletnich                       | 17.224                         | 0,71  | Forza Nuova                      | 16.639    | 0,72  | -     |
|                                      | Eugenio Gemmo                             | 16.633                         | 0,69  | Partito Comunista dei Lavoratori | 16.111    | 0,70  | -     |
|                                      | Antonio Paris                             | 13.949                         | 0,57  | Movimento per l'Autonomia (D)    | 13.415    | 0,58  | -     |
|                                      | Roberto Libera                            | 7.366                          | 0,30  | Movimento Nazionale Delfino      | 6.623     | 0,29  | -     |
|                                      | Edoardo Siravo                            | 3.203                          | 0,13  | La Mia Italia                    | 2.769     | 0,12  | -     |
| Totale                               | Totale                                    | 2.427.728                      |       |                                  | 2.308.869 |       | 45    |

- Le liste contrassegnate con le lettere A e D sono apparentate al secondo turno con il candidato presidente Alfredo Antoniozzi.

- Le liste contrassegnate con le lettere B e C sono apparentate al secondo turno con il candidato presidente Nicola Zingaretti.

Ballottaggio
| Candidati | Candidati                       | Voti      | %      |
| --------- | ------------------------------- | --------- | ------ |
|           | Nicola Zingaretti ✔️ Presidente | 1.001.014 | 51,46  |
|           | Alfredo Antoniozzi              | 944.323   | 48,54  |
| Totale    | Totale                          | 1.945.337 | 100,00 |

### Campania

#### Provincia di Benevento
| Candidati                      | Candidati                          | Voti                           | %     | Liste                     | Voti    | %     | Seggi |
| ------------------------------ | ---------------------------------- | ------------------------------ | ----- | ------------------------- | ------- | ----- | ----- |
|                                | Aniello Cimitile Eletto presidente | 103.622                        | 55,13 | Partito Democratico       | 27.893  | 15,20 | 5     |
| Popolari UDEUR                 | Aniello Cimitile Eletto presidente | 103.622                        | 55,13 | 18.978                    | 10,34   | 3     |       |
| Progetto Sannio                | Aniello Cimitile Eletto presidente | 103.622                        | 55,13 | 11.282                    | 6,15    | 2     |       |
| Costituente di Centro          | Aniello Cimitile Eletto presidente | 103.622                        | 55,13 | 11.071                    | 6,03    | 1     |       |
| Italia dei Valori              | Aniello Cimitile Eletto presidente | 103.622                        | 55,13 | 9.903                     | 5,40    | 1     |       |
| Sannio Democratico             | Aniello Cimitile Eletto presidente | 103.622                        | 55,13 | 8.862                     | 4,83    | 1     |       |
| Partito Socialista             | Aniello Cimitile Eletto presidente | 103.622                        | 55,13 | 8.797                     | 4,79    | 1     |       |
| La Sinistra l'Arcobaleno       | Aniello Cimitile Eletto presidente | 103.622                        | 55,13 | 5.393                     | 2,94    | -     |       |
|                                | Cosimo Izzo                        | 70.577                         | 37,55 | Il Popolo della Libertà   | 39.189  | 21,35 | 5     |
| Izzo Presidente                | Cosimo Izzo                        | 70.577                         | 37,55 | 11.419                    | 6,22    | 1     |       |
| Forza Sannio                   | Cosimo Izzo                        | 70.577                         | 37,55 | 9.905                     | 5,40    | 1     |       |
| Democrazia Cristiana           | Cosimo Izzo                        | 70.577                         | 37,55 | 7.430                     | 4,05    | 1     |       |
| Seggio al candidato presidente | Seggio al candidato presidente     | Seggio al candidato presidente | 37,55 | 1                         |         |       |       |
|                                | Erminia Mazzoni                    | 11.338                         | 6,03  | Unione di Centro          | 11.093  | 6,04  | 1     |
|                                | Antonio Medici                     | 1.574                          | 0,84  | La Sinistra per il Sannio | 1.502   | 0,82  | -     |
|                                | Domenico Longo                     | 836                            | 0,44  | Forza Nuova               | 821     | 0,45  | -     |
| Totale                         | Totale                             | 187.947                        |       |                           | 183.538 |       | 24    |

### Puglia

#### Provincia di Foggia
| Candidati                                | Candidati                                    | Voti                           | %     | Liste                            | Voti    | %     | Seggi |
| ---------------------------------------- | -------------------------------------------- | ------------------------------ | ----- | -------------------------------- | ------- | ----- | ----- |
|                                          | Francesco Paolo Campo Accede al ballottaggio | 160.325                        | 42,84 | Partito Democratico              | 83.615  | 23,16 | 7     |
| Partito Socialista                       | Francesco Paolo Campo Accede al ballottaggio | 160.325                        | 42,84 | 22.821                           | 6,32    | 2     |       |
| La Sinistra l'Arcobaleno                 | Francesco Paolo Campo Accede al ballottaggio | 160.325                        | 42,84 | 19.455                           | 5,39    | 1     |       |
| Italia dei Valori                        | Francesco Paolo Campo Accede al ballottaggio | 160.325                        | 42,84 | 19.004                           | 5,26    | 1     |       |
| Movimento per i Diritti della Capitanata | Francesco Paolo Campo Accede al ballottaggio | 160.325                        | 42,84 | 11.333                           | 3,14    | -     |       |
| Seggio al candidato presidente           | Seggio al candidato presidente               | Seggio al candidato presidente | 42,84 | 1                                |         |       |       |
|                                          | Antonio Pepe Accede al ballottaggio          | 140.064                        | 37,43 | Il Popolo della Libertà          | 88.869  | 24,61 | 10    |
| Alleanza per la Capitanata               | Antonio Pepe Accede al ballottaggio          | 140.064                        | 37,43 | 14.382                           | 3,98    | 1     |       |
| La Capitanata prima di Tutto             | Antonio Pepe Accede al ballottaggio          | 140.064                        | 37,43 | 13.217                           | 3,66    | 1     |       |
| Lista del Presidente Pepe                | Antonio Pepe Accede al ballottaggio          | 140.064                        | 37,43 | 8.606                            | 2,38    | 1     |       |
| Oltre il Polo                            | Antonio Pepe Accede al ballottaggio          | 140.064                        | 37,43 | 6.727                            | 1,86    | -     |       |
| Azione Sociale                           | Antonio Pepe Accede al ballottaggio          | 140.064                        | 37,43 | 3.260                            | 0,90    | -     |       |
|                                          | Enrico Santaniello                           | 57.169                         | 15,28 | Unione di Centro (A)             | 30.272  | 8,38  | 2     |
| La Rosa Bianca (B)                       | Enrico Santaniello                           | 57.169                         | 15,28 | 13.798                           | 3,82    | 1     |       |
| Santaniello Presidente (C)               | Enrico Santaniello                           | 57.169                         | 15,28 | 6.501                            | 1,80    | -     |       |
| I Socialisti (D)                         | Enrico Santaniello                           | 57.169                         | 15,28 | 2.421                            | 0,67    | -     |       |
| Partito Pensionati (E)                   | Enrico Santaniello                           | 57.169                         | 15,28 | 1.469                            | 0,41    | -     |       |
| Seggio al candidato presidente           | Seggio al candidato presidente               | Seggio al candidato presidente | 15,28 | 1                                |         |       |       |
|                                          | Paolo Agostinacchio                          | 14.336                         | 3,83  | La Destra - Fiamma Tricolore (F) | 13.135  | 3,64  | 1     |
|                                          | Francesco Niglio                             | 2.331                          | 0,62  | Forza Nuova                      | 2.199   | 0,61  | -     |
| Totale                                   | Totale                                       | 374.225                        |       |                                  | 361.084 |       | 30    |

- Le liste contrassegnate con le lettere A, B, C, D, E e F sono apparentate al secondo turno con il candidato presidente Antonio Pepe.

Ballottaggio
| Candidati | Candidati                  | Voti    | %      |
| --------- | -------------------------- | ------- | ------ |
|           | Antonio Pepe ✔️ Presidente | 132.455 | 54,03  |
|           | Francesco Paolo Campo      | 112.701 | 45,97  |
| Totale    | Totale                     | 245.156 | 100,00 |

### Calabria

#### Provincia di Catanzaro
| Candidati                        | Candidati                           | Voti                           | %     | Liste                            | Voti    | %     | Seggi |
| -------------------------------- | ----------------------------------- | ------------------------------ | ----- | -------------------------------- | ------- | ----- | ----- |
|                                  | Wanda Ferro Accede al ballottaggio  | 96.996                         | 45,91 | Il Popolo della Libertà          | 40.672  | 20,10 | 9     |
| Movimento per l'Autonomia        | Wanda Ferro Accede al ballottaggio  | 96.996                         | 45,91 | 13.491                           | 6,67    | 3     |       |
| Nuovo PSI                        | Wanda Ferro Accede al ballottaggio  | 96.996                         | 45,91 | 9.634                            | 4,76    | 2     |       |
| Popolari e Liberali per l'Europa | Wanda Ferro Accede al ballottaggio  | 96.996                         | 45,91 | 8.182                            | 4,04    | 1     |       |
| Per la Calabria                  | Wanda Ferro Accede al ballottaggio  | 96.996                         | 45,91 | 6.028                            | 2,98    | 1     |       |
| La Destra - Fiamma Tricolore     | Wanda Ferro Accede al ballottaggio  | 96.996                         | 45,91 | 5.575                            | 2,75    | 1     |       |
| Partito Repubblicano Italiano    | Wanda Ferro Accede al ballottaggio  | 96.996                         | 45,91 | 4.881                            | 2,41    | 1     |       |
| Democrazia e Centralità          | Wanda Ferro Accede al ballottaggio  | 96.996                         | 45,91 | 3.725                            | 1,84    | -     |       |
|                                  | Pietro Amato Accede al ballottaggio | 75.443                         | 35,71 | Partito Democratico              | 32.405  | 16,01 | 4     |
| Popolari Democratici             | Pietro Amato Accede al ballottaggio | 75.443                         | 35,71 | 13.788                           | 6,81    | 2     |       |
| Italia dei Valori                | Pietro Amato Accede al ballottaggio | 75.443                         | 35,71 | 10.019                           | 4,95    | 1     |       |
| Partito Socialista               | Pietro Amato Accede al ballottaggio | 75.443                         | 35,71 | 7.586                            | 3,75    | 1     |       |
| Provincia d'Amare                | Pietro Amato Accede al ballottaggio | 75.443                         | 35,71 | 6.465                            | 3,19    | -     |       |
| Federazione dei Verdi            | Pietro Amato Accede al ballottaggio | 75.443                         | 35,71 | 3.043                            | 1,50    | -     |       |
| Seggio al candidato presidente   | Seggio al candidato presidente      | Seggio al candidato presidente | 35,71 | 1                                |         |       |       |
|                                  | Francesco Talarico                  | 24.105                         | 11,41 | Unione di Centro                 | 13.867  | 6,85  | 2     |
| Socialisti Uniti                 | Francesco Talarico                  | 24.105                         | 11,41 | 5.358                            | 2,65    | -     |       |
| Muraca Presidente                | Francesco Talarico                  | 24.105                         | 11,41 | 3.755                            | 1,86    | -     |       |
| Seggio al candidato presidente   | Seggio al candidato presidente      | Seggio al candidato presidente | 11,41 | 1                                |         |       |       |
|                                  | Antonio Giuseppe Commodari          | 7.162                          | 3,39  | La Sinistra l'Arcobaleno         | 6.905   | 3,41  | -     |
|                                  | Michela Cimmino                     | 5-990                          | 2,84  | Grandinetti per il Lametino (A)  | 5.440   | 2,69  | -     |
|                                  | Massimiliano Caligiuri              | 1.585                          | 0,75  | Partito Comunista dei Lavoratori | 1.542   | 0,76  | -     |
| Totale                           | Totale                              | 211.281                        |       |                                  | 202.361 |       | 30    |

- La lista contrassegnata con la lettera A è apparentata al secondo turno con il candidato presidente Pietro Amato.

Ballottaggio
| Candidati | Candidati                 | Voti    | %      |
| --------- | ------------------------- | ------- | ------ |
|           | Wanda Ferro ✔️ Presidente | 80.661  | 60,05  |
|           | Pietro Amato              | 53.661  | 39,95  |
| Totale    | Totale                    | 134.322 | 100,00 |

#### Provincia di Vibo Valentia
| Candidati                            | Candidati                           | Voti                           | %     | Liste                            | Voti   | %     | Seggi |
| ------------------------------------ | ----------------------------------- | ------------------------------ | ----- | -------------------------------- | ------ | ----- | ----- |
|                                      | Francesco De Nisi Eletto presidente | 57.284                         | 58,46 | Con e per la Gente               | 10.417 | 10,79 | 3     |
| Partito Democratico                  | Francesco De Nisi Eletto presidente | 57.284                         | 58,46 | 8.871                            | 9,19   | 3     |       |
| Partecipazione Democratica           | Francesco De Nisi Eletto presidente | 57.284                         | 58,46 | 7.912                            | 8,20   | 2     |       |
| Democratici Vibonesi                 | Francesco De Nisi Eletto presidente | 57.284                         | 58,46 | 5.838                            | 8,20   | 2     |       |
| Riformisti                           | Francesco De Nisi Eletto presidente | 57.284                         | 58,46 | 5.565                            | 5,77   | 2     |       |
| Popolari Democratici                 | Francesco De Nisi Eletto presidente | 57.284                         | 58,46 | 4.788                            | 4,96   | 1     |       |
| I Democratici di 360 Gradi           | Francesco De Nisi Eletto presidente | 57.284                         | 58,46 | 3.565                            | 3,69   | 1     |       |
| Centro è Libertà                     | Francesco De Nisi Eletto presidente | 57.284                         | 58,46 | 3.331                            | 3,45   | 1     |       |
| Solidarietà Democratica              | Francesco De Nisi Eletto presidente | 57.284                         | 58,46 | 3.170                            | 3,28   | 1     |       |
| Democratici Vibonesi per De Nisi     | Francesco De Nisi Eletto presidente | 57.284                         | 58,46 | 2.159                            | 2,24   | -     |       |
| Italia dei Valori                    | Francesco De Nisi Eletto presidente | 57.284                         | 58,46 | 1.259                            | 1,30   | -     |       |
|                                      | Francesco Miceli                    | 23.943                         | 24,44 | Il Popolo della Libertà          | 10.739 | 11,13 | 3     |
| Circolo della Libertà                | Francesco Miceli                    | 23.943                         | 24,44 | 4.620                            | 4,79   | 1     |       |
| Forza Vibo                           | Francesco Miceli                    | 23.943                         | 24,44 | 2.977                            | 3,08   | 1     |       |
| Alleanza Nuova                       | Francesco Miceli                    | 23.943                         | 24,44 | 2.507                            | 2,60   | -     |       |
| La Destra - Fiamma Tricolore         | Francesco Miceli                    | 23.943                         | 24,44 | 2.093                            | 2,17   | -     |       |
| Riformatori Liberali Vibonesi        | Francesco Miceli                    | 23.943                         | 24,44 | 325                              | 0,34   | -     |       |
| Seggio al candidato presidente       | Seggio al candidato presidente      | Seggio al candidato presidente | 24,44 | 1                                |        |       |       |
|                                      | Barbara Citton                      | 6.669                          | 6,81  | La Sinistra l'Arcobaleno         | 3.673  | 3,81  | -     |
| Partito della Rifondazione Comunista | Barbara Citton                      | 6.669                          | 6,81  | 2.848                            | 2,95   | -     |       |
| Seggio al candidato presidente       | Seggio al candidato presidente      | Seggio al candidato presidente | 6,81  | 1                                |        |       |       |
|                                      | Francesco Stillitani                | 6.660                          | 6,80  | Unione di Centro                 | 6.540  | 6,78  | 1     |
|                                      | Bruno Manduca                       | 2.943                          | 3,00  | Partito Socialista               | 2.909  | 3,01  | -     |
|                                      | Giovanni Raimondi                   | 487                            | 0,50  | Partito Comunista dei Lavoratori | 408    | 0,42  | -     |
| Totale                               | Totale                              | 97.986                         |       |                                  | 96.514 |       | 24    |

### Sicilia

#### Provincia di Agrigento
| Candidati                            | Candidati                    | Voti    | %     | Liste                            | Voti    | %     | Seggi |
| ------------------------------------ | ---------------------------- | ------- | ----- | -------------------------------- | ------- | ----- | ----- |
|                                      | Eugenio D'Orsi ✔️ Presidente | 153.717 | 67,88 | Il Popolo della Libertà          | 48.163  | 21,78 | 8     |
| Movimento per l'Autonomia            | Eugenio D'Orsi ✔️ Presidente | 153.717 | 67,88 | 38.722                           | 17,51   | 6     |       |
| Unione di Centro                     | Eugenio D'Orsi ✔️ Presidente | 153.717 | 67,88 | 33.808                           | 15,29   | 5     |       |
| Alleanza Azzurra                     | Eugenio D'Orsi ✔️ Presidente | 153.717 | 67,88 | 29.839                           | 13,50   | 5     |       |
| Sicilia Forte e Libera               | Eugenio D'Orsi ✔️ Presidente | 153.717 | 67,88 | 12.242                           | 5,54    | 2     |       |
| Democratici Autonomisti              | Eugenio D'Orsi ✔️ Presidente | 153.717 | 67,88 | 6.855                            | 3,10    | 1     |       |
|                                      | Giandomenico Vivacqua        | 33.709  | 14,89 | Partito Democratico              | 31.986  | 14,47 | 5     |
|                                      | Giuseppe Arnone              | 18.818  | 8,31  | I Democratici Rialzati Agrigento | 1.414   | 0,64  | -     |
|                                      | Renato Bruno                 | 16.357  | 7,22  | La Sinistra                      | 8.043   | 3,64  | 1     |
| Partito della Rifondazione Comunista | Renato Bruno                 | 16.357  | 7,22  | 3.514                            | 1,59    | 1     |       |
| Italia dei Valori                    | Renato Bruno                 | 16.357  | 7,22  | 3.297                            | 1,49    | -     |       |
|                                      | Carmelo Incardona            | 3.850   | 1,70  | La Destra - Fiamma Tricolore     | 3.216   | 1,45  | 1     |
| Totale                               | Totale                       | 226.451 |       |                                  | 221.099 |       | 35    |

#### Provincia di Caltanissetta
| Candidati                       | Candidati                       | Voti    | %     | Liste                                | Voti    | %     | Seggi |
| ------------------------------- | ------------------------------- | ------- | ----- | ------------------------------------ | ------- | ----- | ----- |
|                                 | Giuseppe Federico ✔️ Presidente | 82.660  | 63,50 | Il Popolo della Libertà              | 25.055  | 19,71 | 5     |
| Unione di Centro                | Giuseppe Federico ✔️ Presidente | 82.660  | 63,50 | 22.026                               | 17,33   | 4     |       |
| Movimento per l'Autonomia       | Giuseppe Federico ✔️ Presidente | 82.660  | 63,50 | 20.760                               | 16,33   | 4     |       |
| Sicilia Forte e Libera          | Giuseppe Federico ✔️ Presidente | 82.660  | 63,50 | 6.866                                | 5,40    | 1     |       |
| Cristiani e Liberali (DC - PLI) | Giuseppe Federico ✔️ Presidente | 82.660  | 63,50 | 5.899                                | 4,64    | 1     |       |
| La Destra - Alleanza Siciliana  | Giuseppe Federico ✔️ Presidente | 82.660  | 63,50 | 3.311                                | 2,60    | 1     |       |
|                                 | Salvatore Messana               | 38.823  | 29,82 | Partito Democratico                  | 23.619  | 18,58 | 5     |
| Insieme per la Provincia        | Salvatore Messana               | 38.823  | 29,82 | 8.138                                | 6,40    | 2     |       |
| Italia dei Valori               | Salvatore Messana               | 38.823  | 29,82 | 2.912                                | 2,29    | -     |       |
|                                 | Piero Salvatore Lo Nigro        | 4.527   | 3,48  | Partito Socialista                   | 4.059   | 3,19  | 1     |
|                                 | Angelo Marotta                  | 4.173   | 3,21  | Partito della Rifondazione Comunista | 4.481   | 3,52  | 1     |
| Totale                          | Totale                          | 130.183 |       |                                      | 127.126 |       | 25    |

#### Provincia di Catania
| Candidati                                 | Candidati                          | Voti    | %     | Liste                                | Voti    | %     | Seggi |
| ----------------------------------------- | ---------------------------------- | ------- | ----- | ------------------------------------ | ------- | ----- | ----- |
|                                           | Giuseppe Castiglione ✔️ Presidente | 411.549 | 77,62 | Il Popolo della Libertà              | 129.007 | 26,09 | 12    |
| Movimento per l'Autonomia                 | Giuseppe Castiglione ✔️ Presidente | 411.549 | 77,62 | 84.398                               | 17,07   | 8     |       |
| Sicilia Libera e Forte                    | Giuseppe Castiglione ✔️ Presidente | 411.549 | 77,62 | 54.055                               | 10,93   | 5     |       |
| Lista per Castiglione Presidente          | Giuseppe Castiglione ✔️ Presidente | 411.549 | 77,62 | 45.409                               | 9,18    | 4     |       |
| Unione di Centro                          | Giuseppe Castiglione ✔️ Presidente | 411.549 | 77,62 | 41.909                               | 8,47    | 4     |       |
| Con Nello Musumeci per la Provincia       | Giuseppe Castiglione ✔️ Presidente | 411.549 | 77,62 | 36.347                               | 7,35    | 3     |       |
| Democratici Autonomisti                   | Giuseppe Castiglione ✔️ Presidente | 411.549 | 77,62 | 6.383                                | 1,29    | -     |       |
|                                           | Salvatore Leotta                   | 96.272  | 18,16 | Partito Democratico                  | 63.616  | 12,86 | 6     |
| Italia dei Valori                         | Salvatore Leotta                   | 96.272  | 18,16 | 10.021                               | 2,03    | 1     |       |
| Partito dei Comunisti Italiani            | Salvatore Leotta                   | 96.272  | 18,16 | 5.651                                | 1,14    | 1     |       |
| Leotta Presidente                         | Salvatore Leotta                   | 96.272  | 18,16 | 1.549                                | 0,31    | -     |       |
|                                           | Paolo Castorina                    | 16.519  | 3,12  | Partito della Rifondazione Comunista | 8.117   | 1,64  | 1     |
| La Sinistra per la Provincia (Verdi - SD) | Paolo Castorina                    | 16.519  | 3,12  | 4.319                                | 0,87    | -     |       |
|                                           | Giuseppe Bonanno Conti             | 5.851   | 0,75  | Forza Nuova                          | 3.731   | 0,75  | -     |
| Totale                                    | Totale                             | 530.191 |       |                                      | 494.512 |       | 45    |

#### Provincia di Enna
| Candidati                      | Candidati                     | Voti    | %     | Liste                            | Voti   | %     | Seggi |
| ------------------------------ | ----------------------------- | ------- | ----- | -------------------------------- | ------ | ----- | ----- |
|                                | Giuseppe Monaco ✔️ Presidente | 55.283  | 53,87 | Il Popolo della Libertà          | 18.513 | 18,62 | 5     |
| Movimento per l'Autonomia      | Giuseppe Monaco ✔️ Presidente | 55.283  | 53,87 | 13.400                           | 13,48  | 4     |       |
| Unione di Centro               | Giuseppe Monaco ✔️ Presidente | 55.283  | 53,87 | 9.365                            | 9,42   | 2     |       |
| Monaco Presidente              | Giuseppe Monaco ✔️ Presidente | 55.283  | 53,87 | 5.971                            | 6,01   | 2     |       |
| Alternativa Democratica        | Giuseppe Monaco ✔️ Presidente | 55.283  | 53,87 | 2.888                            | 2,91   | 1     |       |
| La Destra - Alleanza Siciliana | Giuseppe Monaco ✔️ Presidente | 55.283  | 53,87 | 2.669                            | 2,69   | 1     |       |
| Fiamma Tricolore               | Giuseppe Monaco ✔️ Presidente | 55.283  | 53,87 | 549                              | 0,55   | -     |       |
|                                | Antonino Muratore             | 42.826  | 41,73 | Partito Democratico              | 15.871 | 15,97 | 3     |
| Democratici per Muratore       | Antonino Muratore             | 42.826  | 41,73 | 11.852                           | 11,92  | 3     |       |
| Muratore Presidente            | Antonino Muratore             | 42.826  | 41,73 | 8.183                            | 8,23   | 2     |       |
| Partito Socialista             | Antonino Muratore             | 42.826  | 41,73 | 2.819                            | 2,84   | 1     |       |
| Legalità e Sviluppo            | Antonino Muratore             | 42.826  | 41,73 | 2.345                            | 2,36   | -     |       |
| Italia dei Valori              | Antonino Muratore             | 42.826  | 41,73 | 1.119                            | 1,13   | -     |       |
|                                | Gaetano Giunta                | 3.154   | 3,07  | Sinistra Unita                   | 3.001  | 3,02  | 1     |
|                                | Giuseppe Camerino             | 786     | 0,77  | Partito Comunista dei Lavoratori | 483    | 0,49  | -     |
|                                | Gaetano Valle                 | 578     | 0,56  | Veritas - Rifondazione Cristiana | 373    | 0,38  | -     |
| Totale                         | Totale                        | 102.627 |       |                                  | 99.401 |       | 25    |

#### Provincia di Messina
| Candidati                                     | Candidati                       | Voti    | %     | Liste                                | Voti    | %     | Seggi |
| --------------------------------------------- | ------------------------------- | ------- | ----- | ------------------------------------ | ------- | ----- | ----- |
|                                               | Giovanni Ricevuto ✔️ Presidente | 275.013 | 75,39 | Il Popolo della Libertà              | 73.686  | 20,86 | 9     |
| Movimento per l'Autonomia                     | Giovanni Ricevuto ✔️ Presidente | 275.013 | 75,39 | 35.732                               | 10,12   | 5     |       |
| Il Centro con D'Alia                          | Giovanni Ricevuto ✔️ Presidente | 275.013 | 75,39 | 33.118                               | 9,38    | 4     |       |
| Unione di Centro                              | Giovanni Ricevuto ✔️ Presidente | 275.013 | 75,39 | 28.312                               | 8,02    | 4     |       |
| Gioventù della Libertà                        | Giovanni Ricevuto ✔️ Presidente | 275.013 | 75,39 | 25.081                               | 7,10    | 3     |       |
| Partito Repubblicano Italiano                 | Giovanni Ricevuto ✔️ Presidente | 275.013 | 75,39 | 22.942                               | 6,49    | 3     |       |
| Gli Autonomisti del M.P.A.                    | Giovanni Ricevuto ✔️ Presidente | 275.013 | 75,39 | 18.175                               | 5,15    | 2     |       |
| Destra Sicilia per la Libertà                 | Giovanni Ricevuto ✔️ Presidente | 275.013 | 75,39 | 9.508                                | 2,69    | 1     |       |
| Forza Azzurri                                 | Giovanni Ricevuto ✔️ Presidente | 275.013 | 75,39 | 9.186                                | 2,60    | 1     |       |
| Provincia Punto Freccia                       | Giovanni Ricevuto ✔️ Presidente | 275.013 | 75,39 | 7.557                                | 2,14    | 1     |       |
| Democratici Autonomisti                       | Giovanni Ricevuto ✔️ Presidente | 275.013 | 75,39 | 5.364                                | 1,52    | 1     |       |
| Alleanza Tirrenica                            | Giovanni Ricevuto ✔️ Presidente | 275.013 | 75,39 | 4.705                                | 1,33    | 1     |       |
|                                               | Paolo Siracusano                | 80.763  | 22,14 | Partito Democratico                  | 53.750  | 15,22 | 7     |
| Popolari Riformisti Socialisti con Siracusano | Paolo Siracusano                | 80.763  | 22,14 | 10.117                               | 2,86    | 1     |       |
| Italia dei Valori                             | Paolo Siracusano                | 80.763  | 22,14 | 9.715                                | 2,75    | 1     |       |
|                                               | Santi La Rosa                   | 5.769   | 1,78  | Partito della Rifondazione Comunista | 4.065   | 1,15  | 1     |
|                                               | Giuseppe Mario Scalisi          | 3.223   | 0,88  | Forza Nuova                          | 2.220   | 0,63  | -     |
| Totale                                        | Totale                          | 364.768 |       |                                      | 353.233 |       | 45    |

#### Provincia di Palermo
| Candidati                              | Candidati                     | Voti    | %     | Liste                   | Voti    | %     | Seggi |
| -------------------------------------- | ----------------------------- | ------- | ----- | ----------------------- | ------- | ----- | ----- |
|                                        | Giovanni Avanti ✔️ Presidente | 298.998 | 72,30 | Il Popolo della Libertà | 130.639 | 32,45 | 14    |
| Unione di Centro                       | Giovanni Avanti ✔️ Presidente | 298.998 | 72,30 | 86.907                  | 21,59   | 10    |       |
| Movimento per l'Autonomia              | Giovanni Avanti ✔️ Presidente | 298.998 | 72,30 | 48.709                  | 12,10   | 5     |       |
| Alleanza Azzurra                       | Giovanni Avanti ✔️ Presidente | 298.998 | 72,30 | 16.759                  | 4,16    | 2     |       |
| La Destra - Fiamma Tricolore           | Giovanni Avanti ✔️ Presidente | 298.998 | 72,30 | 8.169                   | 2,03    | 1     |       |
| Alleanza per la Libertà - PRI          | Giovanni Avanti ✔️ Presidente | 298.998 | 72,30 | 5.121                   | 1,27    | 1     |       |
| L'Aquilone - Partito Liberale Italiano | Giovanni Avanti ✔️ Presidente | 298.998 | 72,30 | 198                     | 0,05    | -     |       |
|                                        | Francesco Piro                | 114.555 | 27,70 | Partito Democratico     | 68.017  | 16,90 | 8     |
| Italia dei Valori                      | Francesco Piro                | 114.555 | 27,70 | 18.198                  | 4,52    | 2     |       |
| Partito della Rifondazione Comunista   | Francesco Piro                | 114.555 | 27,70 | 11.819                  | 2,94    | 1     |       |
| Uniti per la Sicilia                   | Francesco Piro                | 114.555 | 27,70 | 7.988                   | 1,98    | 1     |       |
| Totale                                 | Totale                        | 413.553 |       |                         | 402.524 |       | 45    |

#### Provincia di Siracusa
| Candidati                 | Candidati                 | Voti    | %     | Liste                   | Voti   | %     | Seggi |
| ------------------------- | ------------------------- | ------- | ----- | ----------------------- | ------ | ----- | ----- |
|                           | Nicola Bono ✔️ Presidente | 139.907 | 68,55 | Il Popolo della Libertà | 51.582 | 26,55 | 7     |
| Unione di Centro          | Nicola Bono ✔️ Presidente | 139.907 | 68,55 | 41.909                  | 21,57  | 5     |       |
| Movimento per l'Autonomia | Nicola Bono ✔️ Presidente | 139.907 | 68,55 | 27.756                  | 14,29  | 4     |       |
| Alleanza Azzurra          | Nicola Bono ✔️ Presidente | 139.907 | 68,55 | 16.552                  | 8,52   | 2     |       |
|                           | Giuseppe Zappulla         | 64.199  | 31,45 | Partito Democratico     | 34.413 | 17,71 | 4     |
| Zappulla Presidente       | Giuseppe Zappulla         | 64.199  | 31,45 | 11.553                  | 5,95   | 1     |       |
| La Sinistra (PRC - PdCI)  | Giuseppe Zappulla         | 64.199  | 31,45 | 5.707                   | 2,94   | 1     |       |
| Riformisti (PS - IdV)     | Giuseppe Zappulla         | 64.199  | 31,45 | 4.794                   | 2,47   | 1     |       |
| Totale                    | Totale                    | 204.106 |       |                         | 94.266 |       | 25    |

#### Provincia di Trapani
| Candidati                 | Candidati                     | Voti    | %     | Liste                                | Voti    | %     | Seggi |
| ------------------------- | ----------------------------- | ------- | ----- | ------------------------------------ | ------- | ----- | ----- |
|                           | Girolamo Turano ✔️ Presidente | 130.917 | 65,79 | Il Popolo della Libertà              | 55.159  | 28,59 | 10    |
| Unione di Centro          | Girolamo Turano ✔️ Presidente | 130.917 | 65,79 | 38.903                               | 20,16   | 7     |       |
| Movimento per l'Autonomia | Girolamo Turano ✔️ Presidente | 130.917 | 65,79 | 32.488                               | 16,84   | 6     |       |
| Lista Ettore Fieramosca   | Girolamo Turano ✔️ Presidente | 130.917 | 65,79 | 4.872                                | 2,53    | 1     |       |
|                           | Camillo Oddo                  | 61.248  | 30,78 | Partito Democratico                  | 31.077  | 16,11 | 5     |
| Democratici Provincia     | Camillo Oddo                  | 61.248  | 30,78 | 16.263                               | 8,43    | 3     |       |
| Italia dei Valori         | Camillo Oddo                  | 61.248  | 30,78 | 4.843                                | 2,51    | 1     |       |
| Uniti per la Sicilia      | Camillo Oddo                  | 61.248  | 30,78 | 4.294                                | 2,23    | 1     |       |
|                           | Salvatore Mazzara             | 5.418   | 2,72  | Partito della Rifondazione Comunista | 4.437   | 2,30  | 1     |
|                           | Michele Monastero             | 1.406   | 0,71  | Partito Comunista dei Lavoratori     | 596     | 0,31  | -     |
| Totale                    | Totale                        | 198.989 |       |                                      | 192.932 |       | 35    |